# Poids de départ
Pour les articles homonymes, voir Poids (homonymie).
Poids de départ est un terme de jargon armurier qui désigne la force à appliquer à la queue de détente afin de déclencher le tir. Il emploie abusivement le mot poids afin de traduire une force. Le terme poids de détente est également utilisé.

## Sécurité et précision
Plus le poids de départ est élevé et plus il faut exercer une force importante sur la queue de détente pour provoquer le départ du coup. Un poids de départ élevé est donc un gage de sécurité : le coup ne part pas sans une action forte, à priori volontaire, sur la queue de détente. À l'opposé, plus le poids de détente est faible et plus il est aisé de faire partir le coup, ce qui conduit, en général, à une meilleure précision.

## Armes militaires ou des services de sécurité
Ces armes ont un poids de départ qui varie en fonction de leur nature et construction, mais ce poids peut être adapté aux besoins : la police française a choisi un poids de départ de 4500 grammes en double action pour ses Sig-Sauer SP2022 alors que la police de New York a adopté un poids de 5500 grammes .

## Armes de compétition
Pour certaines disciplines sportives, un poids de départ minimum est imposé :
- Carabine 10 mètres : pas de minimum
- Carabine 25 mètres : pas de minimum
- Carabine de Tir aux Armes Réglementaires : 1360 grammes, sauf pour les Fusils Semi-Automatiques : 2000 grammes[2].
- Pistolet 10 mètres : 500 grammes
- Pistolet 25 mètres : 1000 grammes
- Pistolet de Tir aux Armes Réglementaires : 1360 grammes
- Pistolet libre 50 mètres : pas de minimum

Les poids de départ des armes sont contrôlés avant la compétition, entre autres facteurs, afin de vérifier la conformité des armes au règlement.